# Gabinet Jamesa Garfielda
Gabinet Jamesa Garfielda – powołany i zaprzysiężony w 1881, po wyborach w 1880.

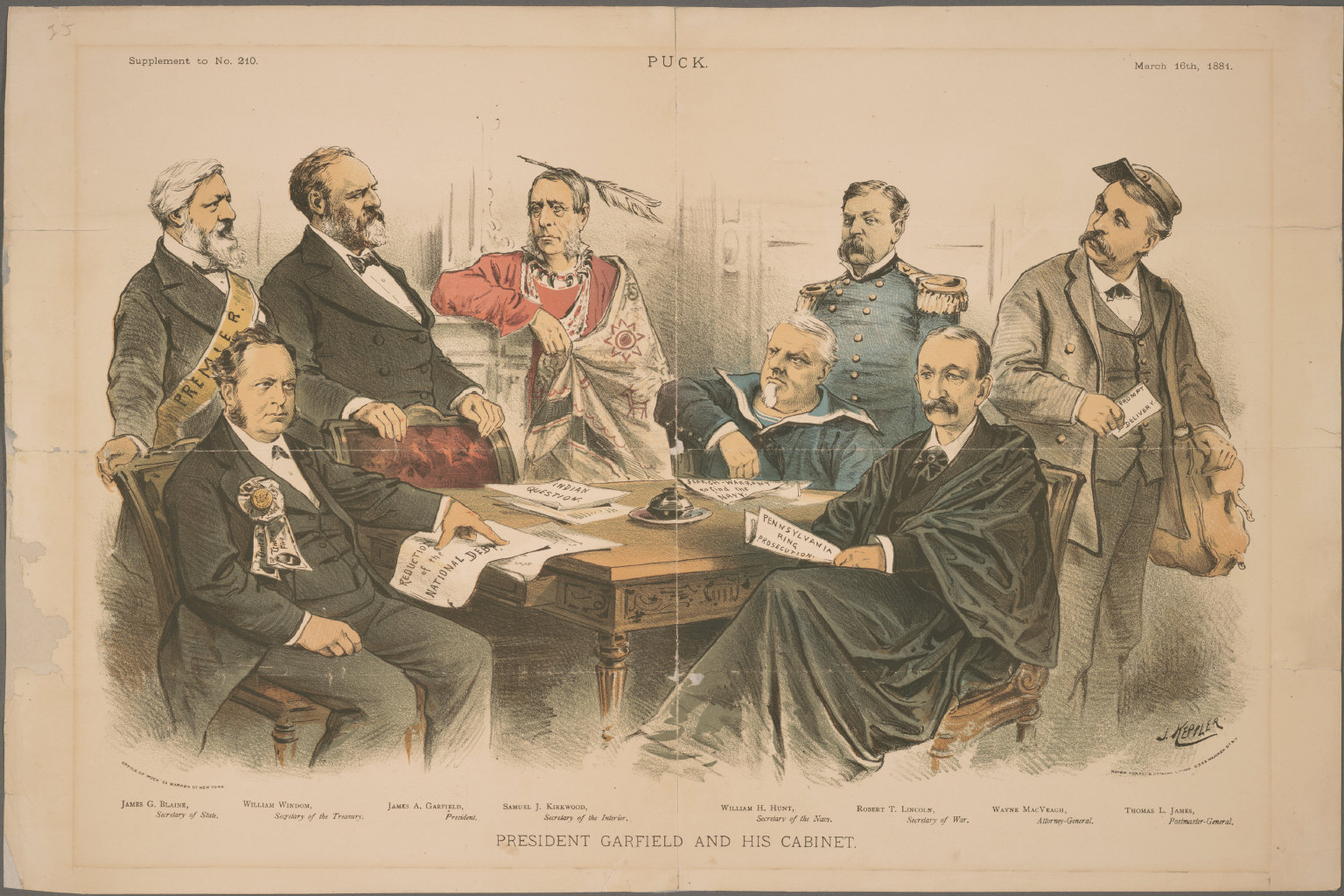
James A. Garfield i jego pierwszy gabinet, karykatura

| Departament/Funkcja            | Imię i nazwisko        | Kadencja |
| ------------------------------ | ---------------------- | -------- |
| Prezydent                      | James A. Garfield      | 1881     |
| Wiceprezydent                  | Chester A. Arthur      | 1881     |
| Sekretarz stanu                | James Gillespie Blaine | 1881     |
| Sekretarz skarbu               | William Windom         | 1881     |
| Sekretarz wojny                | Robert Todd Lincoln    | 1881     |
| Prokurator generalny           | Wayne MacVeagh         | 1881     |
| Dyrektor Generalny Poczty      | Thomas Lemuel James    | 1881     |
| Sekretarz marynarki            | William H. Hunt        | 1881     |
| Sekretarz zasobów wewnętrznych | Samuel J. Kirkwood     | 1881     |